# Garou
Pierre Garand, vystupující pod pseudonymem Garou (* 26. června 1972, Sherbrooke, Kanada), je kanadský zpěvák s výrazným „chraplavým“ hlasem, který je v Česku známý hlavně jako představitel role Quasimoda z francouzského muzikálu Notre-Dame de Paris.

## Životopis
Garou, vlastním jménem Pierre Garand, se narodil v quebecké části Kanady. Přezdívka Garou vznikla už na střední škole, přičemž Pierre mu říkají pouze jeho nejbližší – v podstatě jen rodiče a jeho o osm let starší sestra Maryse. Otec Irené míval autodílnu a dnes[kdy?] je spolu se svou ženou Carmen v důchodu. Maryse se živí prodejem nemovitostí. Garou je otcem Emilie (* 2001), kterou má se švédskou modelkou Ulrikou.

### Dětství a mládí
Jeho sestra hrála v jeho životě důležitou úlohu už od útlého dětství. To ona ho spolu s jeho otcem – ve volném čase vášnivým hráčem na kytaru – přivedla k hudbě a do velké míry určovala jeho muzikální vkus. Během navštěvování soukromé katolické školy pro chlapce založil se spolužáky skupinu The Windows and Doors. Hráli písně Beatles, Garou zpíval svým tehdy ještě čistým hlasem, který se do nynější polohy přetransformoval až ve věku zhruba 17 let, a doprovázel se na kytaru, jeho velkým vzorem v té době byl Paul McCartney. Vystupovali v tělocvičně a v rámci školy měli slušný úspěch. To příznivě zapůsobilo na Garouovo sebevědomí a jeho chuť věnovat se hudbě i v budoucnu. V 18 letech se sám přihlásil do armády, kde si jako hráč na trubku odsloužil jeden rok. Po skončení vojenské služby Garou vystřídal různá rozličná zaměstnání. Živil se jako podomní obchodník, sběrač vinných hroznů, průvodce a dokonce i prodával dámské spodní prádlo. Zpíval také po barech a po skončení šichty ještě s kytarou stával v ulicích Montrealu a hrával kolemjdoucím písně „šité na míru“, a to i přes zákaz rušení nočního klidu, díky čemuž asi neměl nouzi o problémy s policisty.

### Začátky hudební kariéry
V březnu 1992 navštívil Garou koncert lokální hvězdy písničkáře Louise Alaryego se svou tehdejší přítelkyní. V přestávce byl postaven před mikrofon, načež i přes prý příšernou trému odzpíval pět písní. Na základě toho byl majitelem baru zaměstnán na plný úvazek jako zpěvák. Hrál ovšem i v dalších barech. V roce 1995 založil skupinu Untouchables, která se orientovala převážně na R&B s doprovodem trubek. Hned od začátku existence se skupina setkala se zájmem veřejnosti a obdržela mnoho nabídek ke spolupráci včetně Sony Music. Garou je však všechny odmítl, neboť se ještě necítil připraven na „plnohodnotnou“ kariéru.

### MuzikálNotre Dame de Paris
Až se na jednom vystoupení se skupinou objevil Luc Plamondon. Pracoval tehdy na muzikálu Notre-Dame de Paris a hledal vhodného zpěváka pro obtížný part Quasimoda. Rozpoznal v Garouovi obrovský pěvecký i herecký talent a neváhal s nabídkou hlavní role v muzikálu, která mladého Quebečana proslavila doslova na celém světě. Mezi země, kde kromě Francie muzikál slavil velký úspěch patří hl. Spojené království, Kanada, Rusko, Belgie, Švýcarsko, Polsko, Itálie, Španělsko, USA i Čínská republika. I v této době obdržel řadu nabídek, ale Garou čekal na ideální podmínky. Muzikál z něj udělal obrovskou hvězdu a každému bylo jasné, že stejným hlasem nedisponuje už nikdo jiný na celém světě. Garou tvrdí, že se nikdy nezajímal o svou popularitu, přesto ho takovéhle zbožňování muselo notně ovlivnit. V roce 1999 byl seznámen s manželem a manažerem Celine Dion René Angelilem. Tehdy všechno záviselo na vydařeném stisknutí ruky, neboť jejich první setkání trvalo pouhé desítky sekund. Nutno podotknout, že Garouovi jistě pomohl jeho osobitý šarm, kterým už na první pohled působí snad na všechny lidi. Dociluje toho třeba i jen jediným úsměvem a upřímným pohledem svých modrých očí, což dané osobě dává pocit důležitosti. Ještě téhož roku se Garou společně s Bryanem Adamsem a dalšími sólisty z Notre-Dame zúčastnil velké rozlučky se Celine Dion, která se načas kvůli vytouženému těhotenství loučila se svou kariérou. Celine Garoua požádala, aby se mezitím „postaral“ o její skupinu muzikantů a ten nadšeně souhlasil.

### Sólová kariéra

#### AlbumSeul
6. listopadu 2000 tak vyšlo Garouovo první album Seul, na kterém se mj. podíleli Luc Plamondon, Richard Cocciante (autoři Notre-Dame), Bryan Adams, David Foster, Didier Barbelivien i Aldo Nova. Toto album netrpělivě očekávala kritika a hlavně fanoušci převážně z Francie. Kromě pilotního singlu, nesoucího stejné jméno jako celé album, se videoklipu dočkaly ještě písně Je n´attendais que vous, Gitan a duet se Celine Dion Sous le vent, ke kterému vznikly dokonce videoklipy dva. O něco později Garou natočil i video k známému přezpívanému songu Le monde est stone, přičemž tuto svou velmi osobitou verzi zařadil jako bonus na „živé“ album Seul avec vous, které vyšlo přesně o rok později než Seul, které zaznamenalo obrovský úspěch a vyhnalo zpěváka na pět koncertních šňůr po Francii, Kanadě, Švýcarsku, Belgii a Polsku. Na koncertě v Paříži pak bylo nahráno Seul avec vous. Neobjevují se na něm pouze písně z jeho debutantního alba, nýbrž i skladby z Notre-Dame a známé francouzské a anglické covery (La Bohéme, Georgia on my mind, Everybody loves somebody).

#### První turné
V březnu 2002 Garou vystoupil v největší francouzské koncertní hale – v Paláci sportů v Bercy, a tak vznikla další živá nahrávka Live á Bercy. Vystoupili s ním mj. i takové hvězdy a doslova živé legendy současné frankofonní hudby jako jeho nejlepší přítel Patrick Bruel, dále Celine Dion, Gerald de Palmas a jeho spolusouputníci z muzikálových prken Notre-Dame Daniel Lavoie a Patrick Fiori. Tak vznikla jedna z nejpovedenějších a nejpozoruhodnějších verzí Belle. Nedlouho poté vystoupil na festivalu v Sopotech a polské sousedy si naprosto získal. Velmi oblíbenou se stala obzvláště píseň Gitan a v Polsku propukla nefalšovaná garouovská horečka. Stal se nejpopulárnějším zahraničním zpěvákem a díky svému charizmatu i miláčkem médií. Netrvalo dlouho a Garou se do Polska vydal na turné, které zaznamenalo obrovský úspěch.

#### AlbumReviens
V roce 2003 se měl konat útok na americký trh anglicky zpívanou deskou. Měl to být velký (komerční) úspěch, písně už byly hotové, ale nakonec z vydání alba sešlo z podivných administrativně-produkčních příčin. Snad ani Garou sám nevěděl přesně, co se stalo, a tento dílčí neúspěch pro něj znamenal menší krizi. Rozhodl se ji překonat vydáním nové francouzské desky ještě toho roku. Tak se taky stalo. V květnu roku 2004 tedy vyšlo jeho druhé studiové album Reviens, které je více podle jeho představ než Seul. Na Reviens se nacházejí jak rockově laděné skladby, tak i pomalé romantické balady. K už osvědčeným autorům se přidali další veleznámé osobnosti: Jean Jacques Goldman, Gerald de Palmas a Gildas Arzel (francouzský bluesový kytarista). Album má opět stejnojmennou píseň Reviens (Ou tu caches-tu) a kromě ní vznikly videoklipy ještě k Et si on dormait a Passe ta route. Píseň Le sucre et le sel nazpíval se sestrami Suzie a Annie Villeneuveovými, úspěšnými účastnicemi quebecké Star academy. Z následující koncertní šňůry v roce 2004 bylo natočeno živé album Routes. K témuž roku se vztahuje i Garouovo „odskočení si“ do České republiky, kde vystoupil ve skromném Lucerna Music baru a společně s Bohoušem Josefem a Danielem Bártou zapěl prapodivnou českou verzi Belle. Kromě anglických coverů zazpíval ještě největší pecky z alba Reviens a Seul včetně závěrečné Gitan. Mezitím (v listopadu 2004) si ještě střihl spolupráci s francouzským švihákem Michelem Sardouem, z čehož vznikl duet La riviere de notre enfance na Sardouovo album Du plaisir.

#### AlbumPiece of my soul
Dlouho očekávané anglické album se po šesti letech příprav dočkalo vydání v průběhu května 2008 (6. května – 19. května). Na albu Piece of my soul se odráží začátky Garouovy kariéry v angličtině a také jeho hudební osobnost. Album začíná energickou skladbou „Stand up” a končí poklidnou „Coming home”. Na albu se podílelo mnoho významných hudebních osobností z celého světa. Garou se v rozhovorech s médii zmínil o tom, jak ho těšila spolupráce se švédským producentem Peerem Astromem (Brunin', Coming Home), který spolupracoval např. se Céline Dion, Madonnou a Jennifer Lopez. Dále se na albu opět autorsky podílel Kanaďan Aldo Nova (Coming Home, Take a piece of my soul). Z Velké Británie se podíleli Don Mescall (Beautiful Regret, Heaven's Table, What's the time in NYC) a Ronan Hardiman (What's the time in NYC). „Nothing else matters” (složili Dimitri Ehrlich a Andy Marvel) je inspirovaná Petrou Němcovou a jejím zážitkem v Thajsku v prosinci 2004, kdy při tsunami zahynul její přítel fotograf Simon Atlee a sama byla zraněná. „First day of my life” je coververze písně Melanie C (ex-Spice Girl) a složili ji Enrique Iglesias a Guy Chambers. Na písních „Accidental” a „You and I” spolupracovala Judie Tzuke, anglická skladatelka polského původu. Úvodní píseň „Stand up” složil Rob Thomas (z Matchbox 20). Garou kromě zpěvu také skládá, ale až doteď skládal vždycky jenom „do šuplíku”. „All the way” je píseň o ženách a pokeru, tedy o jeho dvou velkých vášních. Proto si k ní napsal text sám.
Turné k anglickému albu bude pojato jinak než v minulosti. Po předchozích turné která se odehrávala ve velkých arénách, turné „Garou en live.bar” bude šňůra menších koncertů v malých sálech.
Garou se po dlouholeté spolupráci s René Angelilem a Sony BMG rozhodl, že se o produkci jeho alb a o další jeho obchodní záležitosti (restaurace atd.) bude starat společnost Wolfgang Entertainment.

## Diskografie

### CD

#### Seul(2000)
- Gitan
- Que l'amour est violent
- Demande au soleil
- Seul
- Sous le vent (Duo se Céline Dion)
- Je n'attendais que vous
- Criminel
- Le calme plat
- Au plaisir de ton corps
- La moitié du ciel
- Lis dans mes yeux
- Jusqu'à me perdre
- Gambler
- L'adieu

#### Seul... avec vous(2001)
Živé album
- Je n'attendais que vous
- Gitan
- Que l'amour est violent
- La Bohème
- Au plaisir de ton corps
- Ce soir on danse à Naziland
- Demande au soleil
- Belle medley
- Au bout de mes rêves
- You Can Leave Your Hat On
- Medley R & B
- Dieu que le monde est injuste
- Seul
- Le monde est stone (studio)

#### Reviens(2003)
- Passe ta route
- Et si on dormait
- Hemingway
- L’aveu
- Reviens (Où te caches-tu ?)
- Pour l’amour d’une femme
- Pendant que mes cheveux poussent
- Les filles
- Le sucre et le sel (& Annie & Suzie Villeneuve)
- Quand passe la passion
- Au coeur de la terre
- Prière indienne
- Tout cet amour là
- Ne me parlez plus d’elle
- Ton premier regard
- Une dernière fois encore
- La rivière de notre enfance (s Michelem Sardou)

#### Garou(2006)
- Le temps nous aime
- Je suis le même
- Plus fort que moi
- L'injustice
- Que le temps
- Même par amour
- Dis que tu me retiendras
- Trahison
- Milliers de pixels
- Je suis debout
- Viens me chercher
- Quand je manque de toi

#### Piece of my soul (2008)
- Stand up
- Accidental
- All the way
- Burnin'
- First day of my life
- Coming home
- Nothing else matters
- Back for more
- Heaven's table
- Beautiful regret
- Take a piece of my soul
- What time is it in New York
- You and I

### DVD

#### Live à Bercy(2002)
- Je n'attendais que vous
- Gitan
- La bohème
- Leave Your Hat On
- Au plaisir de ton corps
- La dame de Haute Savoie
- Que l'amour est violent
- Georgia
- Lis dans mes yeux
- Demande au soleil
- Sous le vent (se Céline Dion)
- Belle (francouzsky, anglicky a španělsky)
- Au bout de mes rêves
- Medley R&b (Sex Machine, Everybody, Shout, I Feel Good)
- Stone
- Seul
- L'adieu

#### Routes(2005)
- Prière Indienne
- Reviens
- Gitan
- Passe ta route
- Leave Your Hat On
- Pour l'amour d'une femme
- Les filles
- Je n'attendais que vous
- Belle
- Rigodon
- Hey Jude
- La rivière de notre enfance (s Michelem Sardou)
- Une fois encore
- Que l'amour est violent
- Tout cet amour là
- Sous le vent (avec Céline Dion)
- Seul
- Medley R&B (Sex Machine – Everybody – Shout – I Feel Good)
- L'aveu
- Hemingway
- Pendant que mes cheveux poussent
- L'adieu